# Liste der französischen Botschafter in Guatemala
Die Liste der französischen Botschafter in Guatemala enthält alle Personen, die seit 1848 als Botschafter in Guatemala tätig waren, geordnet nach dem Datum ihres Amtsantritts.

## Liste
| Ernennung/Akkreditierung | Name                               | Bemerkungen                                                                  | Posten verlassen |
| ------------------------ | ---------------------------------- | ---------------------------------------------------------------------------- | ---------------- |
| 1848                     | Charles Alexandre de Challeye      | [ 1 ]                                                                        |                  |
| 1909                     | Pierre Jean Babtiste Ernest Auzepy | († 1910 Guatemala) 1885 Gesandter in Bahia, 1998–1901 Gesandter in Jerusalem | 1910             |
| 1920                     | Georges Auguste Alexandre Perrot   |                                                                              | 1921             |
| 1945 Oktober 10.         | Gilbert Médioni                    | im Auftrag der Provisorischen Regierung in Mittelamerika                     |                  |
| 1947 August 13.          | Marc Millon de Peillon             | (* 1890) im Auftrag der Provisorischen Regierung                             |                  |
| 1950                     | Jacques Coiffard                   | [ 3 ]                                                                        | 1953             |
| 1953                     | Roger Robert du Gardier            | [ 4 ]                                                                        | 1959             |
| 1959                     | Roger de Bercegol de Lile          | [ 5 ]                                                                        | 1962             |
| 1962                     | Eugène Wernert                     | [ 6 ]                                                                        | 1971             |
| 1971                     | Henri Ruffin                       | [ 7 ]                                                                        | 1975             |
| 1975                     | René Lalouette                     | [ 8 ]                                                                        | 1980             |
| 1980                     | Louis Deblé                        | [ 9 ]                                                                        | 1984             |
| 1984                     | André Le Guen                      | [ 10 ]                                                                       | 1988             |
| 1988                     | Jean Mazéo                         | [ 11 ]                                                                       | 1991             |
| 1991                     | Paul Poudade                       | [ 12 ]                                                                       | 1993             |
| 1993                     | Charles Crettien                   | (* 1931)                                                                     | 1996             |
| 1996                     | Serge Pinot                        |                                                                              | 2000             |
| 2000                     | Gilles Vidal                       | [ 14 ]                                                                       | 2005             |
| 2005                     | Norbert Carrasco-Saulnier          |                                                                              | 2008             |
| 2005                     | Michèle Ramis-Plum                 | [ 15 ]                                                                       |                  |